# Curva braquistócrona

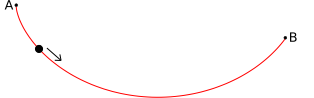
Esquema de una curva braquistócrona.

Comparación entre una trayectoria braquistócrona, y otras dos trayectorias posibles.

Una curva braquistócrona (gr. βράχιστος brachistos 'el más corto', χρόνος chronos 'intervalo de tiempo'), o curva del descenso más rápido, es la curva entre dos puntos que es recorrida en menor tiempo por un cuerpo que comienza en el punto inicial con velocidad cero, y que debe desplazarse a lo largo de la curva hasta llegar al segundo punto, bajo acción de una fuerza de gravedad constante y suponiendo que no existe fricción. En la solución del problema intervinieron entre otros Johann y Jakob Bernoulli, Leibniz, L'Hôpital, Newton y Tschirnhaus.
El 24 de enero de 1697, Newton resolvió el problema de la braquistócrona, el primer resultado en el cálculo de variaciones.

## Historia

### El problema de Galileo
Anteriormente, en 1638, Galileo Galilei había intentado resolver un problema similar para el camino del descenso más rápido desde un punto hasta una pared en su Dos nuevas ciencias, y sacó la conclusión de que el arco de un círculo es más rápido que cualquier número de sus cuerdas:

De lo anterior se puede inferir que el camino más rápido de todos [lationem omnium velocissimam], de un punto a otro, no es el camino más corto , es decir, una línea recta, sino un arco de círculo. [...] En consecuencia, cuanto más se acerca el polígono inscrito a un círculo, más corto es el tiempo necesario para descender de A a C. Lo que se ha demostrado para el cuadrante es válido también para arcos más pequeños; el razonamiento es el mismo.

Justo después del Teorema 6 de "Dos nuevas ciencias", Galileo advierte sobre posibles falacias y la necesidad de una ciencia superior. En este diálogo revisa su propio trabajo. Galileo estudió la cicloide y le dio nombre, pero la conexión entre ella y su problema tuvo que esperar al avance de las matemáticas.
La conjetura de Galileo es que “El tiempo más corto de todos [para un cuerpo móvil] será el de su caída por el arco ADB [de un cuarto de círculo] y se debe entender que propiedades similares se mantienen para todos los arcos menores tomados hacia arriba desde el punto más bajo, el límite B.”
En la figura 1, del “Diálogo sobre los dos principales sistemas del mundo”, Galileo afirma que el cuerpo que se desliza en el arco circular de un cuarto de círculo, de A a B, llegará a B en menos tiempo que si tomara cualquier otro camino desde A a B. De manera similar, en la Fig. 2, desde cualquier punto D en el arco AB, afirma que el tiempo en el arco menor DB será menor que para cualquier otro camino de D a B. De hecho, el camino más rápido de A a B o de D a B, la braquistocrona, es un arco cicloidal, que se muestra en la Fig. 3 para el camino de A a B, y en la Fig. 4 para el camino de D a B, superpuesto al arco circular respectivo.

### Introducción al problema
Johann Bernoulli planteó el problema de la braquistocrona a los lectores del Acta Eruditorum en junio de 1696. Dijo:

Yo, Johann Bernoulli, me dirijo a los matemáticos más brillantes del mundo. Nada es más atractivo para las personas inteligentes que un problema honesto y desafiante, cuya posible solución les otorgará fama y permanecerá como un monumento duradero. Siguiendo el ejemplo de Pascal, Fermat, etc., espero ganarme la gratitud de toda la comunidad científica planteando a los mejores matemáticos de nuestro tiempo un problema que pondrá a prueba sus métodos y la fuerza de su intelecto. Si alguien me comunica la solución del problema propuesto, lo declararé públicamente digno de elogio.

Bernoulli escribió el planteamiento del problema como:

Dados dos puntos A y B en un plano vertical, ¿cuál es la curva que traza un punto sobre el que actúa únicamente la gravedad, que parte de A y llega a B en el menor tiempo?

Johann y su hermano Jacob Bernoulli obtuvieron la misma solución, pero la deducción de Johann fue incorrecta y trató de hacer pasar la solución de Jakob como propia. Johann publicó la solución en la revista en mayo del año siguiente y señaló que la solución es la misma curva que la tautócrona de Huygens. Después de plantear la ecuación diferencial de la curva mediante el método que se indica a continuación, pasó a demostrar que sí produce una cicloide. Sin embargo, su prueba se vio empañada por el uso de una única constante en lugar de las tres constantes, vm, 2g y D, que aparecen a continuación.
Bernoulli fijó un plazo de seis meses para publicar las soluciones, pero no se recibió ninguna durante este período. A petición de Leibniz, el plazo se prorrogó públicamente por un año y medio. A las 4 p. m. del 29 de enero de 1697, cuando llegó a casa desde la Royal Mint, Isaac Newton encontró el desafío en una carta de Johann Bernoulli. Newton se quedó despierto toda la noche para resolverlo y envió la solución por correo de forma anónima en la siguiente publicación. Al leer la solución, Bernoulli reconoció inmediatamente a su autor, exclamando que "se reconoce al león por la marca de su garra". Esta historia da una idea del poder de Newton, ya que Johann Bernoulli tardó dos semanas en resolverlo. Newton también escribió: "No me encanta que los extranjeros me amenacen [molesten] y se burlen de cosas matemáticas...", y Newton ya había resuelto el problema de la resistencia mínima, que se considera el primero de su tipo en el cálculo de variaciones.
Al final, cinco matemáticos respondieron con soluciones: Newton, Jakob Bernoulli, Gottfried Leibniz, Ehrenfried Walther von Tschirnhaus y Guillaume de l'Hôpital. Cuatro de las soluciones (excluyendo la de l'Hôpital) se publicaron en la misma edición de la revista que la de Johann Bernoulli. En su artículo, Jakob Bernoulli demostró la condición de tiempo mínimo antes de demostrar que su solución es una cicloide. Según el erudito newtoniano Tom Whiteside, en un intento de superar a su hermano, Jakob Bernoulli creó una versión más difícil del problema de la braquistocrona. Para resolverlo, desarrolló nuevos métodos que fueron refinados por Leonhard Euler hasta convertirlos en lo que este último llamó (en 1766) cálculo de variaciones. Joseph-Louis Lagrange realizó más trabajos que dieron como resultado el cálculo infinitesimal moderno.

## La braquistócrona es la cicloide

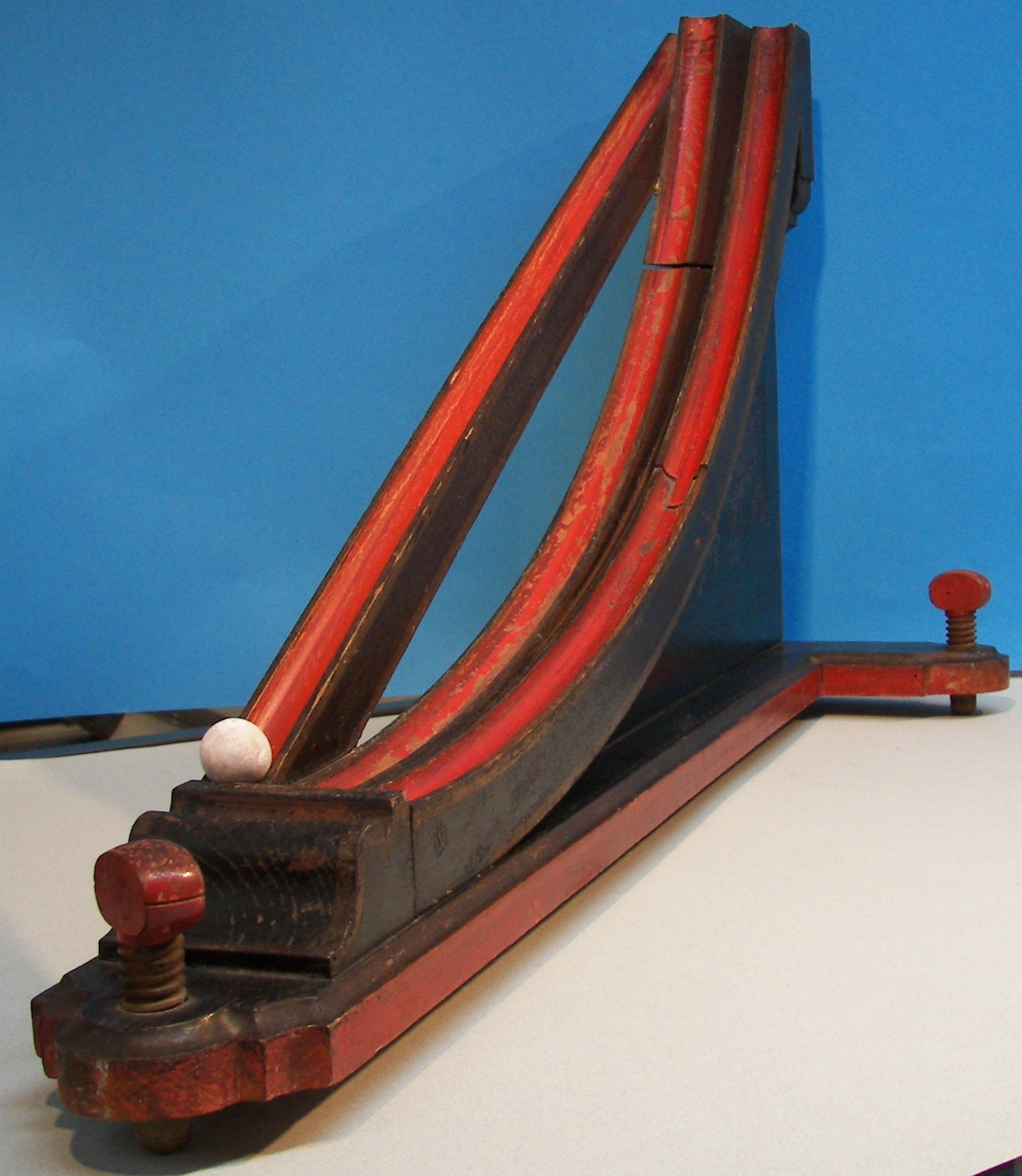
Dispositivo experimental del de Sigaud de Lafond para comprobar la minimalidad del tiempo de recorrido según una curva cicloide

Dados dos puntos A y B, con A a una elevación mayor que B, existe solo una curva cicloide con la concavidad hacia arriba que pasa por A con pendiente infinita (dirección vertical y sentido de arriba hacia abajo), que también pasa por B y no posee puntos máximos entre A y B. Esta particular cicloide invertida es una curva braquistócrona. La curva no depende de la masa del cuerpo o del valor de la constante gravitacional.
El problema puede ser resuelto utilizando los algoritmos del cálculo variacional.
Si al cuerpo se le da una velocidad inicial en A, o si se toma en cuenta el efecto de la fricción, la curva que minimiza el tiempo de tránsito será distinta de la descrita en los párrafos precedentes.

### Demostración
La conservación de la energía requiere que la velocidad de un cuerpo en un campo gravitatorio uniforme venga dada por:

{\displaystyle {\frac {1}{2}}mv^{2}=mgy\rightarrow v={\sqrt {2gy}}}

donde y representa la altura vertical desde la que ha caído el cuerpo. Por otra parte el espacio recorrido viene dado por:

{\displaystyle s=\int _{x_{a}}^{x_{b}}{\sqrt {1+\left({\frac {dy}{dx}}\right)^{2}}}\ dx}

De la ecuación diferencial que da la velocidad se sigue que el tiempo entre los puntos a y b viene dado por:

{\displaystyle {\begin{cases}\displaystyle \Delta t={\mathcal {T}}[y(x)]=\int _{s_{a}}^{s_{b}}{\cfrac {ds}{v}}=\int _{x_{a}}^{x_{b}}{\cfrac {\sqrt {1+y'(x)^{2}}}{{\sqrt {2g}}{\sqrt {y(x)}}}}dx=\int _{x_{a}}^{x_{b}}f(y(x),y'(x))\ dx\\f(y,y'):={\cfrac {\sqrt {1+y'^{2}}}{{\sqrt {2g}}{\sqrt {y}}}}\end{cases}}}

Como la curva que hace mínimo el funcional anterior satisface las ecuaciones de Euler-Lagrange, se tiene:

{\displaystyle {\frac {\partial f}{\partial y}}-{\frac {d}{dx}}\left({\frac {\partial f}{\partial y'}}\right)=0}

Como la función f no depende explícitamente de x, entonces:

{\displaystyle {\frac {df}{dx}}=0={\frac {\partial f}{\partial y'}}{\frac {dy'}{dx}}},

luego, podemos multiplicar dy/dx a la ecuación de Euler-Lagrange y restarle la anterior expresión sin modificar nada, así se tiene: 

{\displaystyle \left({\frac {\partial f}{\partial y}}-{\frac {d}{dx}}\left({\frac {\partial f}{\partial y'}}\right)\right){\frac {dy}{dx}}-{\frac {\partial f}{\partial y'}}{\frac {dy'}{dx}}=0},

{\displaystyle {\frac {\partial f}{\partial y}}{\frac {dy}{dx}}-{\frac {d}{dx}}\left({\frac {\partial f}{\partial y'}}\right){\frac {dy}{dx}}-{\frac {\partial f}{\partial y'}}{\frac {dy'}{dx}}=0},

{\displaystyle {\frac {df}{dx}}-{\frac {d}{dx}}\left(y'{\frac {\partial f}{\partial y'}}\right)=0},

la ecuación anterior es equivalente a:

{\displaystyle {\frac {d}{dx}}\left(f-y'{\frac {\partial f}{\partial y'}}\right)=0}.

Es decir la solución para el problema de la braquistócrona es una curva tal que:

{\displaystyle f-y'{\frac {\partial f}{\partial y'}}=C={\mbox{cte.}}\quad \Rightarrow \qquad {\frac {1}{{\sqrt {2gy}}{\sqrt {1+y'^{2}}}}}=C}

Esta ecuación se puede reescribir como:

{\displaystyle {\frac {dy}{dx}}=\pm {\sqrt {{\frac {1}{2gC^{2}y}}-1}}}

Se puede ver que la curva cicloide definida paramétricamente como:

{\displaystyle {\begin{cases}x={\cfrac {1}{4gC^{2}}}(\theta -\operatorname {sen} \theta )\\y={\cfrac {1}{4gC^{2}}}(1-\cos \theta )\end{cases}}}

Satisface la ecuación anterior con {\displaystyle \scriptstyle y(0)=0}, ya que:

{\displaystyle {\frac {dy}{dx}}={\frac {\frac {dy}{d\theta }}{\frac {dx}{d\theta }}}={\frac {\operatorname {sen} \theta }{1-\cos \theta }}={\sqrt {\frac {1+\cos \theta }{1-\cos \theta }}}={\sqrt {{\frac {1}{2gC^{2}y}}-1}}}

### Propiedades
La curva braquistócrona coincide además con una curva tautócrona. Una curva plana se dice tautócrona si dada una colección de puntos materiales que se mueven a lo largo de ella impulsados por la gravedad, empezando a la vez desde el reposo pero desde puntos diferentes, acaban encontrándose simultáneamente en un mismo punto de la curva, es decir, tardan el mismo tiempo en alcanzar una cierta posición.

## Curiosidades
Según el principio de Fermat: La trayectoria seguida por un haz de luz entre dos puntos es aquella que resulta en el menor tiempo de viaje. Por lo tanto, la curva braquistócrona sería simplemente la trayectoria de un haz de luz si la velocidad de la luz se incrementara con una aceleración vertical (la de la gravedad).

## Generalizaciones

### Inclusión de rozamiento

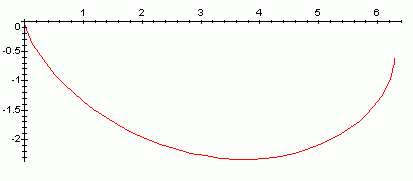
Solución del problema de la braquistócrona con rozamiento: cicloide modificada. Las posiciones inicial y final corresponden a un punto de velocidad cero, el segundo más bajo debido a las pérdidas de rozamiento.

El estudio de la braquistócrona para una partícula que se mueve sin fricción es una cicloide, puede probarse que para una partícula que se mueve con fricción, el problema de la braquistócrona puede resolverse también analíticamente. En este caso el funcional que debe minimizarse es:

{\displaystyle \Delta t_{\mu }={\mathcal {T}}_{\mu }[y(x)]=\int _{s_{a}}^{s_{b}}{\frac {ds}{v}}=\int _{x_{a}}^{x_{b}}{\frac {\sqrt {1+y'(x)^{2}}}{{\sqrt {2g}}{\sqrt {y(x)-\mu x}}}}dx}

En este caso la solución viene dada por:

{\displaystyle {\begin{cases}x={\cfrac {1}{4gC^{2}}}[(\theta -\operatorname {sen} \theta )-\mu (1-\cos \theta )]\\y={\cfrac {1}{4gC^{2}}}[(1-\cos \theta )-\mu (\theta -\operatorname {sen} \theta )]\end{cases}}}

### Movimiento sobre superficies
El problema de la braquistócrona usualmente se plantea en un plano vertical que contiene al vector tangente a la curva y a la dirección de la gravedad, pero el problema también ha sido planteado y resuelto cuando el movimiento de la partícula está confinado a una superficie curva como un cono o una esfera.